# Max Glauer
Max Glauer (ur. 11 sierpnia 1867 we Wrocławiu, zm. 27 sierpnia 1935 w Opolu) – niemiecki i śląski artysta fotografik.
Pochodził z protestanckiej rodziny Glauerów, osiadłej we Wrocławiu. 
Dzieciństwo spędził w Pokoju. Od 1883 do co najmniej 1892 r. pracował w różnych pracowniach fotograficznych Wrocławia, ucząc się tam zawodu. Uczył się też grafiki i malowania we wrocławskiej Królewskiej Szkole Sztuki, uzyskując jej dyplom w 1888. Od 1894 zamieszkał w Opolu na Krakauerstrasse 34a (dzisiejsza ulica Krakowska; dom już nie istnieje) i otworzył zakład fotograficzny.
Szybko zdobył sobie uznanie zarówno wśród Opolan, jak i wśród arystokracji Cesarstwa Niemieckiego. W 1912 król Wirtembergii Wilhelm II Wirtemberski, który był właścicielem Pokoju, mianował Glauera nadwornym fotografem. Przez kilka lat fotografował on koronowane głowy, również cesarza Wilhelma II, kiedy ten odwiedził Mosznę. W późniejszych latach sportretował m.in. feldmarszałka Hindenburga, a w 1933 Adolfa Hitlera.
Często podróżował po Śląsku na rowerze, a później samochodem. Interesowały go śląskie wsie i ich mieszkańcy. Do dziś w niektórych śląskich domach można znaleźć zdjęcia zrobione w jego zakładzie.
W 1926 Glauer postanowił przebudować swój opolski dom - powierzył to zadanie znanemu wrocławskiemu architektowi Heinrichowi Lauterbachowi. Dom stał się miejscem spotkań opolskiej elity intelektualnej i artystycznej, bywali tam politycy, odbywały się spotkania Opolskiej Gminy Eichendorffa. Często odbywały się tam wystawy dzieł sztuki.
Oprócz fotografii Glauer wydał również opowiadania z czasów młodości w Pokoju, publikowane w Oppelner Heimatkalender w 1934.
Grób artysty znajdował się na cmentarzu przy Breslauerstrasse (ulica Wrocławska), lecz nie przetrwał do dzisiejszych czasów.

## Nagrody i wystawy
- Złoty medal Międzynarodowej Wystawy Fotograficznej, Moskwa, 1908 r.[2]
- Wystawa nt. twórczości i życia M. Glauera w Muzeum Śląska Opolskiego w Opolu (1 X 2015 - 28 I 2016)[4]

## Pochodzenie artysty
Według niektórych źródeł rodzina Glauera miała żydowskie korzenie. Przeczyć temu może fakt, iż w późniejszym czasie nie był prześladowany przez nazistów, a nawet ich fotografował, nie został też pochowany na żydowskiej nekropolii. Pojawiały się jednak informacje, że jego syn Otto, po dojściu Hitlera do władzy, został zmuszony do rezygnacji z zawodu adwokata właśnie z powodu domniemanego żydowskiego pochodzenia. Dane rodziny Maxa Glauera przeczą żydowskiemu pochodzeniu, jak i istnieniu syna Ottona (Max miał syna Johannesa i córkę Margareth).